# Mãe Hilda
Hilda Dias dos Santos, mais conhecida como  Mãe Hilda Jitolú ou simplesmente Mãe Hilda , (Salvador, 6 de janeiro de 1923 — Lauro de Freitas, 19 de setembro de 2009) foi uma Ialorixá do candomblé Jeje, que tinha por ori a Obaluaiê, e ainda educadora e defensora da identidade afro-descendente, uma das mentoras do Ilê Aiyê.

## Biografia
Hilda Dias dos Santos nasceu no bairro de Brotas, no lugar então chamado de Quinta das Beatas e hoje o bairro de Cosme de Farias, numa família com forte tradição africana. Aos treze anos de idade, em 1936, mudaram-se para o Curuzu (então parte do bairro da Liberdade) onde ela, após uma doença que os médicos não haviam solucionado, viu-se obrigada a "fazer o santo" no candomblé e, após cumprir as obrigações da religião, se viu finalmente curada.
Assim em 1942, sob a direção de Cassiano Manoel Lima, recebe seu nome ritualístico, Jitolu, que faz remissão à forma como "Obaluaiê, rei do Daomé, é conhecido lá na terra do Gêge". Com a morte de Cassiano, ela passa aos cuidados de Constância da Rocha Pires, a "Mãe Tança" da Nação Gêge, com quem conclui o decá e se torna mãe-de-santo (ialorixá).
Em 1950 funda o terreiro Ilê Axé Jitolu, e no mesmo ano se casou com Waldemar Benvindo dos Santos, com quem teve seu primeiro filho, Antônio Carlos dos Santos, conhecido como Vovô do Ilê; O casal teve ainda mais quatro filhos, além de Vovô e, quando este funda o Ilê Aiyê em 1974, Mãe Hilda participa ativamente, inclusive na escolha do nome do bloco, que significa "Casa de Negros". Tornou-se a guia espiritual da instituição, que somente saía para desfilar nas ruas após a sua bênção.
Entre 1981 e 1986 realiza visitas à Serra da Barriga, e dirige rituais destinados a Zumbi dos Palmares (Babá Ogum); voltou a Alagoas anos depois na companhia do então deputado Abdias do Nascimento.
Em 1988 idealizou e dirigiu inicialmente a Escola Mãe Hilda, onde "exerceu suas funções articulando os saberes tradicionais e reencontrando na ancestralidade africana a força vital impulsionadora, para afirmar a identidade étnica racial", recebendo apoio do então secretário de educação, Edivaldo Boaventura; ali, tendo inicialmente uma filha como professora, passou a acolher alunos que evadiam-se da rede pública de ensino, ministrando-lhe uma formação multicultural. Funcionando num galpão do próprio terreiro, esse espaço teve antes que ser liberado por meio de um ritual que Mãe Hilda comandou junto aos filhos de santo, onde se pedia permissão aos orixás para que a casa desenvolvesse mais esta missão.
Em 2004, ao completar sessenta e cinco anos de sacerdócio, e no trigésimo aniversário do Ilê Aiyê, foi homenageada pelo bloco no carnaval daquele ano. Tinha, então, 81 anos de idade.
Em 9 setembro de 2009 é internada num hospital da cidade de Lauro de Freitas, em decorrência dos problemas cardíacos que sofria, vindo a falecer dez dias depois. Foi sepultada no cemitério Jardim da Saudade.